# Falsche Katzenhaie
Die Falschen Katzenhaie (Proscylliidae) sind eine Familie von Haien aus der Ordnung der Grundhaie, zu der insgesamt drei Gattungen und sieben Arten gehören.
Wie alle Grundhaie haben die Falschen Katzenhaie
- fünf Kiemenspalten
- eine Analflosse
- zwei Rückenflossen ohne Dornen
- und eine Nickhaut über den Augen.

Von den Katzenhaien, denen sie in der äußeren Form sehr ähnlich sind, unterscheiden sie sich dadurch, dass die erste Rückenflosse fast unmittelbar hinter der Brustflosse beginnt.
Falsche Katzenhaie leben überwiegend im Tiefwasser am Rande des Kontinentalschelfs und den Abhängen der Kontinentalsockel. Über ihre genauen Verbreitungsgebiete ist ebenso wie über die einzelnen Gattungen und Arten wenig bekannt.
Es sind kleine Haie, die nicht länger als 1,2 Meter werden und sich überwiegend von Krebstieren und kleinen Fischen ernähren. Einige Arten wie der Harlekin-Katzenhai (Ctenacis fehlmanni), der nur vor Somalia nachgewiesen ist, oder der Kubanische Katzenhai (Eridacnis barbouri), dessen Verbreitung auf den karibischen Raum zwischen Florida und Kuba beschränkt ist, geben zu der Vermutung Anlass, dass die Falschen Katzenhaie nur punktuell vorkommen.

## Systematik
- Gattung: Ctenacis Compagno, 1973
  - Harlekin-Katzenhai (Ctenacis fehlmanni (Springer, 1968))
  - Ctenacis magnificum (Last & Vongpanich, 2004)[1]
- Gattung: Eridacnis Smith, 1913
  - Kubanischer Bandschwanz-Katzenhai (Eridacnis barbouri (Bigelow & Schroeder, 1944))
  - Pygmäen-Bandschwanz-Katzenhai (Eridacnis radcliffei Smith, 1913)
  - Afrikanischer Bandschwanz-Katzenhai (Eridacnis sinuans (Smith, 1957))
- Gattung: Proscyllium Hilgendorf, 1904
  - Graziler Katzenhai (Proscyllium habereri Hilgendorf, 1904)
  - Proscyllium venustum (Tanaka, 1912)